# Escadron de bombardement 1/94 Guyenne
L'escadron de bombardement 1/94 Guyenne est une ancienne unité de combat de l'Armée de l'air française qui volait sur le bombardier stratégique biréacteur Dassault Mirage IVA. Prenant ses origines en 1936, à Toulouse, l'escadron a été dissous sur sa base d'Avord le 1er juillet 1986.

## Historique

### Création
En avril 1936, à Toulouse, les escadrilles BR66 et BR129 forment le groupe de bombardement II/101 au sein de la 101e escadre de bombardement, sur Bloch 200. Ainsi commence l'histoire du Guyenne. Le 22 octobre 1936, l'escadre devient la 23e du nom, et le groupe prend l'appellation II/23, nom qu'il conservera jusqu'en 1943.
Doté de Bloch MB.200 jusqu'en avril 1938, le II/23 participa à de nombreuses grandes manœuvres conduites avant la guerre dans la région de Dijon (mai 1937) et dans le Sud-Est (août-septembre 1937). En novembre 1937, il prit part à la Croisière Impériale, qui le conduisit en Afrique du Nord et en Afrique noire avant un retour en métropole par Istres,.

### Seconde Guerre mondiale
Le groupe participe à la bataille de France à bord de Bloch 210. Son premier combat a lieu le 6 juin, après avoir décoller depuis Étampes. En 10 jours de combat, le groupe connaîtra la perte de six équipages et de ses deux commandants d'escadrille. Le 22 juin, le groupe décolle de Toulouse et traverse la Méditerranée. Après l'armistice, le GB II/23 stationne successivement à Blida, Oujda et de nouveau Blida le 21 juillet. Le groupe fait mouvement le 19 août sur Meknès où il est rattaché au Groupement de bombardement n° 11. Le groupe II/23 figure au nombre des unités aériennes que la France est autorisée à conserver d'après les conventions de l'armistice. Le personnel est alors transformé sur LeO 451.
Les 24 et 25 septembre 1940, à la suite de la bataille de Dakar, le groupe II/23 participe à des opérations de représailles sur le territoire britannique de Gibraltar. Un des appareils est abattu et s'écrase en mer.
Le 8 novembre 1942, au cours de l'opération Torch, le groupe est chargé, avec le GB I/32 et le GC5, d'intervenir à Fédala. 30 chasseurs et bombardiers sont perdus. Le lendemain, c'est 52 appareils qui sont perdus. La fin des hostilités est annoncée dans la nuit du 10 au 11 novembre 1942.
Le 8 août 1943, le groupe reçoit la visite du général de Gaulle. Les jours qui suivent sont consacrés aux préparatifs du départ pour le Royaume-Uni. Le 9 septembre, le personnel arrive par navire à Liverpool et devient alors le Squadron 346 et prend le nom de Guyenne. Les pilotes doivent reprendre les bancs de l'école et sont instruits aux commandes du Vickers Wellington. En mai 1944, ils sont transformés sur Handley Page Halifax. Le Squadron 346 Guyenne est officiellement créé le 15 mai 1944 sur la base de RAF Elvington, dans le Yorkshire, qu'il partage avec le Squadron 347 Tunisie. Le 1er juin 1944, le Guyenne, pleinement opérationnel, est désigné comme devant effectuer la première mission de bombardiers lourds français contre l'ennemi.
Le groupe participera à de nombreuses missions de bombardement au-dessus de la France, de la Belgique, des Pays-Bas et de l'Allemagne. Le 20 octobre 1945, le Guyenne quitte Elvington pour atterrir à Bordeaux. Le squadron aura participé entièrement à l'activité du Bomber Command au cours de 118 missions entre juin 1944 et avril 1945. 18 équipages seront perdus.
Le Squadron 346 est officiellement transféré à l'armée de l'air française le 15 novembre 1945. Il reprend son appellation post-conflit, le groupe de bombardement II/23 Guyenne.
Le 1er octobre 1946, le II/23 Guyenne se range sous l'étiquette de la 21e escadre de bombardement en devenant le II/21. Il est finalement dissous le 1er juillet 1949.

### Guerre d'Algérie
A peine la guerre d'Indochine terminée, l'Armée de l'air doit faire face à une nouvelle guerre, du type guérilla, en Algérie. Afin d'assurer la formation ou l'entraînement des pilotes et des navigateurs bombardiers, le Centre d'Instruction des Équipages de Bombardement (CIEB 329) est créé à Oran la Sénia et fonctionne à partir du 15 août 1956. Celui-ci est dissout le 1er décembre 1956 pour donner naissance au GB II/91 Guyenne. Elle exploita des B-26 Invader et RB-26 de reconnaissance aérienne. Les opérations du groupe en Algérie se terminent en mars 1962, lorsque les pourparlers d'Évian aboutissent à un cessez-le-feu. L'indépendance de l'Algérie est reconnu par la France le 3 juillet.
Durant le conflit, le II/91 aura effectué plus de 7 700 sorties, larguant 5 000 tonnes de bombes et tirant plus de 3 millions de cartouches. 20 membres d'équipage et cinq appareils dont deux RB-26 seront perdus.
Le 2 septembre, le groupe quitte Oran la Sénia pour rejoindra Cazaux. Il laisse ses RB-26 à l'ERP 1/32 Armagnac. Le Guyenne est alors renforcé par le matériel et les personnels en provenance du Gascogne récemment dissous. Le 29 juin 1963, le GB II/91 Guyenne est de nouveau dissous.

### Ère nucléaire
L'escadron de bombardement 1/93 Guyenne est créé par l'instruction n° 0325/EMAA/l/OO/DR du 5 février 1965. Le 31 mai, le premier Mirage IVA de l'escadron, atterri à Istres-Le Tubé. Le 1er juin 1965, au cours d'une prise d'armes, le Guyenne renaît officiellement de ses cendres, et le Commandant Pintor en prend le commandement. Il fait partie de la 93e escadre de bombardement des Forces aériennes stratégiques. À partir du 15 octobre 1965, l'escadron est déclaré opérationnel et assure alors l'alerte permanente.
En 1968 les Forces Aériennes Stratégiques se tournent vers le bombardement basse altitude, le bombardement supersonique n’étant plus retenu que comme bombardement de remplacement. En 1969, l'escadron est ainsi transformé à ce type de missions.
En 1976, les Forces Aériennes Stratégiques sont réorganisées. L'escadron 1/93 est dissous le 9 juin et la 93e escadre le 31 juillet. Le 1er juillet 1976, l'escadron de bombardement 1/94 Bourbonnais, de la 93e escadre de bombardement stationné à Avord, prend l'appellation de Guyenne. En 1979, tous les Mirage IVA ont reçu leur peinture camouflage gris/vert, plus adaptée à leur nouvelle mission basse altitude et très basse altitude.
Au mois de juillet 1983, la piste d'Avord étant en réfection, l'escadron s'installe sur le terrain de déploiement à Creil.
Après avoir effectué 20 000 heures de vol sur Mirage IVA, l'escadron de bombardement 1/94 Guyenne est dissous le 1er décembre 1986 sur sa base aérienne de Avord.
Les traditions des deux escadrilles du Guyenne seront reprises en 2008 par l'escadron de chasse 1/91 Gascogne pour la BR66, et en 2012 par le groupe de ravitaillement en vol 2/91 Bretagne pour la BR129.

## Appellations successives
- Groupe de Bombardement II/101 : avril 1936 au 22 octobre 1936
- Groupe de Bombardement II/23 : 22 octobre 1936 au 9 septembre 1943
- Squadron 346 Guyenne : 15 mai 1944 au 15 novembre 1945
- Groupe de Bombardement II/23 Guyenne : 15 novembre 1945  au 1er octobre 1946
- Groupe de Bombardement II/21 Guyenne : 1er octobre 1946  au 1er juillet 1949
- Groupe de Bombardement II/91 Guyenne : 1er décembre 1956 au 29 juin 1963
- Escadron de Bombardement 1/93 Guyenne : 1er juin 1965 au 9 juin 1976
- Escadron de Bombardement 1/94 Guyenne : 1er juillet 1976 au 1er décembre 1986

## Affectations
- 101e Escadre de Bombardement : avril 1936 au 22 octobre 1936
- 23e Escadre de Bombardement : 22 octobre 1936 au 22 juin 1940
- No. 4 Group RAF : 15 mai 1944 au 15 novembre 1945
- 21e Escadre de Bombardement : 1er octobre 1946  au 1er juillet 1949
- 2e Groupement aérien tactique de Oran : 1er décembre 1956 au 2 septembre 1962
- Commandement aérien stratégique : 2 septembre 1962 au 29 juin 1963
- 93e Escadre de Bombardement : 1er juin 1965 au 9 juin 1976
- 94e Escadre de Bombardement : 1er juillet 1976 au 1er décembre 1986

## Escadrilles

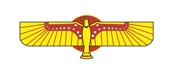
Escadrille BR66

- BR66 Faucon égyptien (escadrille de l'EC 1/4 Gascogne depuis 2008)
- BR129 Lapin trimardeur (escadrille du GRV 2/91 Bretagne depuis 2012)

## Bases
- RAF Elvington : 15 mai 1944 au 20 octobre 1945
- Base aérienne 106 Bordeaux-Mérignac : 20 octobre 1945 au 1er juillet 1949
- Base aérienne 141 Oran la Sénia : 1er décembre 1956 au 2 septembre 1962
- Base aérienne 120 Cazaux : 2 septembre 1962 au 29 juin 1963
- Base aérienne 125 Istres-Le Tubé : 1er juin 1965 au 9 juin 1976
- Base aérienne 702 Avord : 1er juillet 1976 au 1er décembre 1986

## Appareils
- Bloch MB.200 : septembre 1936 à avril 1938
- Bloch MB.210 : avril 1938 au 22 juin 1940
- Lioré et Olivier LeO 451 : février 1939 au 9 septembre 1943
- Douglas DB-7 : 11 janvier 1943 au 9 septembre 1943
- Handley Page Halifax : 15 mai 1944 au 1er juillet 1949
- Douglas B-26 Invader : 1er décembre 1956 au 29 juin 1963
- Dassault Mirage IVA : 1er juin 1965 au 1er décembre 1986

## Sources
- Henri GUYOT, « Traditions des escadrilles de l'Armée de l'air », sur traditions-air.fr (consulté le 14 janvier 2024)